# Clingen
Clingen è una città di 1 049 abitanti della Turingia, in Germania.
Appartiene al circondario del Kyffhäuser (targa KYF) ed è parte della comunità amministrativa (Verwaltungsgemeinschaft) di Greußen.